# Salangana papuaska
Salangana papuaska (Aerodramus papuensis) – gatunek ptaka z rodziny jerzykowatych (Apodidae). Występuje na Nowej Gwinei, jednak zasięg nie jest dobrze poznany. Ma status gatunku niedostatecznie rozpoznanego (DD, Data Deficient).

## Taksonomia
Po raz pierwszy gatunek opisał Austin Loomer Rand w 1941. Holotyp pochodził z okolic rzeki Taritatu (w czasach kolonialnych znanej jako Idenburg) w zachodniej Nowej Gwinei. Autor nadał nowemu taksonowi nazwę Collocalia whiteheadi papuensis, tym samym uznając go za podgatunek salangany lśniącej (A. whiteheadi). Obecnie (2025) Międzynarodowy Komitet Ornitologiczny umieszcza salanganę papuaską w rodzaju Aerodramus. Nie wyróżnia podgatunków, podobnie jak autorzy HBW. Odrębność salangany papuaskiej od lśniącej jako pierwszy uznał Somadikarta w 1967.
Salangany papuaskie wyróżniają się na tle jerzykowatych ze względu na obecność wyłącznie 3 palców stóp, co znalazło odzwierciedlenie w anglojęzycznej nazwie gatunku. Cecha ta podawała w wątpliwość dotychczasową klasyfikację salangany papuaskiej w obrębie rodzaju Aerodramus, a dodatkowych trudności nastręczał brak informacji o trybie życia przedstawicieli gatunku. Szczególnie istotne było posługiwanie się lub nie echolokacją. W 2005 roku opublikowano wyniki badań genetycznych, w ramach których zsekwencjonowano wchodzące w skład mtDNA geny kodujące cytochrom b i MT-ND2 (jedną z podjednostek dehydrogenazy NADH). Według autorów salangana papuaska jest taksonem siostrzanym względem salangany wielkiej (Hydrochous gigas), jedynego przedstawiciela swojego rodzaju, oraz całego rodzaju Aerodramus.

### Okazy muzealne
Ogilvie-Grant w 1912 miał jako pierwszy odnotować obecność C. whiteheadi na Nowej Gwinei (gdzie salangany lśniące w ujęciu współczesnej systematyki nie występują). W 1974 według Somadikarty znano 13 okazów muzealnych opisanych w detalach, a dodatkowe materiały były wówczas jeszcze przedmiotem badań. Istotnie, liczba 13 nie pokrywa się z innymi danymi. Choć formalnie gatunek opisano w 1941, to pierwszy okaz miano pozyskać już w 1891. Rand uzyskał 13 okazów, w kwietniu 1966 pozyskano serię 17 okazów, a w 1970 – pojedynczą sztukę (a tym samym był to 4. zbiór dla całej wyspy). W 1993 również odłowiono pojedynczego osobnika, a w 1996 – 4. Daje to sumę 36 znanych okazów muzealnych (37 włączając jeden niepewny); Tarburton (2018) wspominał o 32 przez niego zbadanych.

## Morfologia
Długość ciała wynosi około 14 cm według autorów HBW i 11,6–13,1 cm według Tarburtona (2018; u 14 zbadanych osobników). Autor pierwszego opisu podał następujące wymiary – długość skrzydła u 9 samców: 124–142 mm, u 4 samic – 130–141 mm. W literaturze długo było dostępnych stosunkowo niewiele wymiarów szczegółowych. Tarburton (2018) jako pierwszy opublikował je dla dość dużej próby (łącznie 111 osobników):
|         | Masa ciała | Dł. skrzydła | Dł. górnej krawędzi dzioba | Dł. wewnętrznej sterówki | Dł. zewn. sterówki | Dł. skoku |
| ------- | ---------- | ------------ | -------------------------- | ------------------------ | ------------------ | --------- |
| n       | 107        | 101          | 32                         | 77                       | 89                 | 32        |
| Zakres  | 15,4–25,4  | 120–142      | 5,6–10                     | 40–52                    | 47–60              | 9,2–14,2  |
| Średnia | 19,5       | 135          | 8,8                        | 46,6                     | 54                 | 11,9      |

Salangany papuaskie są stosunkowo duże. Mają płytko wcięty ogon. Wierzch ciała ma barwę ciepłego brązu, nieznacznie połyskuje. Kuper nie jest kontrastowy względem reszty ciała. Spód ciała ciemny, wyróżnia się srebrzystobiałe gardło. Pióra na karku są białe z czarnymi końcówkami. Wbrew doniesieniom o możliwości odróżniania salangan papuaskich w terenie po jasnym gardle, nie jest to cecha użyteczna, gdyż uwidacznia się w zależności od oświetlenia. Charakterystyczną dla salangan papuaskich cechą są opierzone skoki, również podczas pierzenia. U niektórych osobników są jedynie z rzadka pokryte piórami, ale nie są nagie.

## Zasięg występowania
Salangany papuaskie występują na Nowej Gwinei. Okazy pozyskiwano z okolic rzeki Taritatu, Gór Śnieżnych i miasta Jayapura. Potencjalne obserwacje pochodzą ze znacznie większego obszaru północnej Nowej Gwinei oraz z okolic Port Moresby. Salangany papuaskie są jednak trudne do zidentyfikowania w terenie, przez co doniesienia o obserwacjach mogą być nierzetelne. Według informacji z 2018 roku, opartych na lokalizacjach okazów muzealnych, zasięg salangan papuaskich obejmuje również tereny położone na południe od środkowych pasm górskich Nowej Gwinei, a nie jedynie na wschód. BirdLife International szacuje zasięg występowania (łącznie z niepewnymi, ustalonymi na podstawie obserwacji jego częściami) na 300 tys. km². 
Pierwszy okaz z Papui-Nowej Gwinei według autorów odłowiono w kwietniu 1993 w Prowincji Zachodniej. Według Somadikarty pierwszy okaz pozyskano w maju lub czerwcu 1891, około 50 km na południowy wschód od Port Moresby, lecz według Tarburtona (2018) jest to niepewna lokalizacja.

## Ekologia i zachowanie
Salangany papuaskie stwierdzano w różnych środowiskach od poziomu morza do 2400 m n.p.m. Większość stwierdzeń pochodzi z wyżyn. Salangany papuaskie zdają się szeroko rozpowszechnione, jednak rzadkie. Ich zasięg jest słabo poznany, podobnie jak wymagania środowiskowe. Żerują w grupach liczących 20–30 osobników. Zwykle latają bardzo wysoko (według Randa poza zasięgiem broni palnej). Niekiedy żerują niżej, nad mokradłami, często w towarzystwie krótkosterników nowoginejskich (Mearnsia novaeguineae), czasami z salanganami jednobarwnymi (A. vanikorensis). Echolokacja u salangan papuaskich nie wyróżnia się względem tej u innych ptaków zdolnych do echolokacji. Wydają z siebie dźwięki brzmiące jak podwójne kliknięcia, z czego każde składa się z dwóch pulsujących dźwięków oddzielonych krótką przerwą od 15 do 22 milisekund. Drugie kliknięcie jest głośniejsze od pierwszego. Nietypowa jest okoliczność posługiwania się echolokacją u salangan papuaskich: używają jej na zewnątrz późną nocą, nie jak inne ptaki wyłącznie wewnątrz jaskiń lub podczas wlatywania i wylatywania z nich o świcie lub zmierzchu. Tarburton (2018) opisał dwa inne dźwięki, które zapisał jako chitty chew chew i, wydawane podczas szybkich pościgów, ditdee de deer (transkrypcja anglojęzyczna). Wspominał również, że posługują się echolokacją również wewnątrz jaskiń, a w porach powrotu do nich i wylotu na żerowiska nie ma regularnego wzorca.
Brak informacji o lęgach. Trudności w odnalezieniu miejsc gniazdowania salangan papuaskich według Price et al. (2005) pozwalają przypuszczać, że nie gniazdują one w jaskiniach, co byłoby typowe dla przedstawicieli Aerodramus. Wówczas niejasny byłby cel zdolności do echolokacji u tych ptaków. Według Tarburtona gniazdują w jaskiniach.

## Status i zagrożenia
IUCN nadaje salanganie papuaskiej rangę gatunku niedostatecznie rozpoznanego (DD, Data Deficient) nieprzerwanie od 2000 roku (stan w 2025). Wcześniej, w latach 1988 i 1994 otrzymała status gatunku najmniejszej troski (LC, Least Concern). Stan wiedzy o gatunku nie umożliwia oszacowania liczebności populacji i jej trendu ani wskazania zagrożeń.